# Liste der Kommunalwappen mit der Jakobsmuschel in Deutschland
Dieser Artikel enthält die Liste der Kommunalwappen mit der Jakobsmuschel in Deutschland.
Mit Jakobsmuschel, in der Heraldik oft Pilgermuschel genannt, werden zwei nahe verwandte Muschelarten bezeichnet, die beide zur Gattung der Pecten gehören. Der Name Jakobsmuschel geht auf den heiligen Jakobus, den Schutzpatron der Pilger, zurück, dessen Erkennungszeichen die Muschel ist.

## Baden-Württemberg

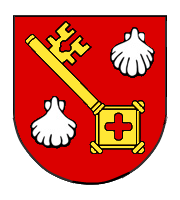
Bräuinisheim

Amstetten-Bräunisheim (alt), Alb-Donau-Kreis

In Rot ein schräggestellter linksgewandter goldener Schlüssel, begleitet von zwei silbernen Muscheln.

Erklärung: Das 1954 entworfene Wappen erinnert an die Grafen von Dillingen, die ältesten bekannten Herren von Bräunisheim; der Schlüssel symbolisiert den Apostel Petrus, nach dem die Bräunisheimer Kirche benannt ist; die Muscheln sind Sinnbild des Apostels Jakobus des Älteren, dem die Kirche in Sontbergen gewidmet ist. 

Bad Mingolsheim

Bad Schönborn-Bad Mingolsheim (alt), Landkreis Karlsruhe

In Blau eine silberne Muschel über zwei nebeneinanderliegenden, an den Außenseiten geöffneten silbernen Ringen.

Erklärung: Die silbernen Ringen deuten auf den heiligen Rochus hin, der damit als Ortspatron in das Wappen eingegangen ist; sie symbolisieren die Gefängnisringe des Heiligen Rochus, der als Wallfahrer und „Pestheiliger“ in seiner südfranzösischen Heimatstadt Montpellier gefangen gehalten wurde. 
Berkheim, Landkreis Biberach

Berkheim

In Rot ein goldener Pilgerhut mit umlaufender goldener Kordel, vorne zweifach verknotet und in zwei Quasten endend, oben begleitet von zwei goldenen Muscheln

Erklärung: Am 18. November 1957 erhielt die Gemeinde die Erlaubnis des Innenministeriums, ein Wappen mit zwei goldenen Pilgermuscheln und dem goldenen Pilgerhut des Heiligen Willebold in Rot zu führen.
Bermatingen-Ahausen, Bodenseekreis

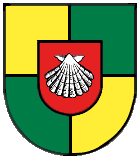
Ahausen

Geviert von Gold und Grün mit rotem Herzschild, darin eine silberne Muschel.

Erklärung: Der gold und grün quadrierte Schild ist das Wappen der Herren von Ellerbach, die im 15. Jahrhundert in Ahausen nachgewiesen sind; die silberne Muschel nimmt Bezug auf die Sankt Jakobuskapelle im Ort. 
Dörzbach, Hohenlohekreis

Dörzbach

Über einem von Silber und Rot vierfach gestückten Balken in Silber drei (2:1) rote Muscheln, darunter in Schwarz ein fünfspeichiges silbernes Rad

Erklärung: Kaiser Rudolf II. verlieh Dörzbach am 27. Juni 1583 zugleich mit dem Marktrecht ein Wappen, das das Rad aus der Herren von Berlichingen mit dem Balken aus dem Wappen eines ausgestorbenen Ortsadelsgeschlechts verband. Nach dem Verkauf von Dörzbach an die Herren von Eyb im Jahre 1601 ersetzten die Eybschen Muscheln (mit dem Gelenk aufwärtsgekehrt gezeigte Jakobsmuscheln) das Rad in der oberen Schildhälfte. 1931 nahm die Gemeinde das berlichingensche Rad zusätzlich in die untere (blaue) Schildhälfte auf. Falsche Tingierungen des Schildgrundes der Wappenfiguren Rad und Muscheln wurden später berichtigt.

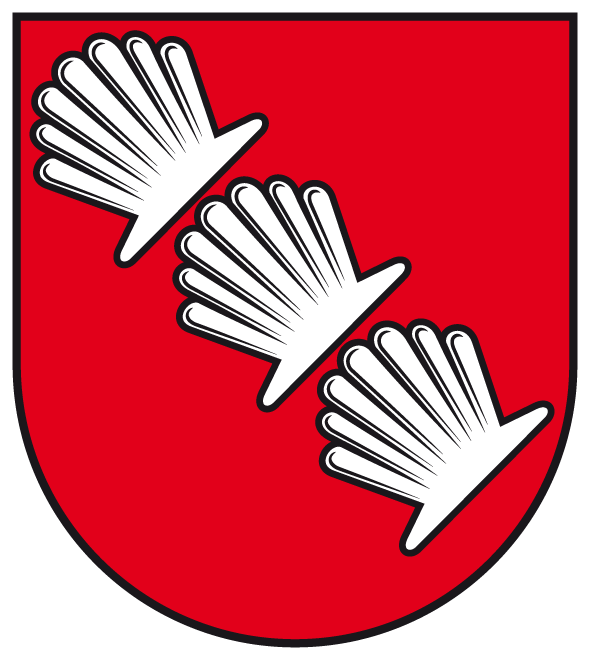
Eberhardzell

Eberhardzell (alt, bis 1981), Landkreis Biberach

In Rot schrägbalkenweise drei gestürzte silberne Muscheln

Bad Imnau

Haigerloch-Bad Imnau (alt), Zollernalbkreis

In Rot ein silberner Springbrunnen, oben begleitet von je einer silbernen Muschel

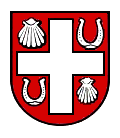
Halzhausen

Lonsee-Halzhausen (alt), Alb-Donau-Kreis

In Rot ein schwebendes silbernes Kreuz, bewinkelt in Feld eins und vier von einer silbernen Pilgermuschel, in Feld 2 und 3 von einem gestürzten silbernen Hufeisen.

Erklärung: Die Muscheln sind das Sinnbild und Abzeichen des Apostels Jakobus des Älteren, des Mitpatrons der beiden auf der Gemeindemarkung stehende Kirchen in Halzhausen und Sinabronn; das Kreuz erinnert an den Haupttitel der Heiligkreuzkirche in Sinabronn. 

Laupertshausen

Maselheim-Laupertshausen, Landkreis Biberach

In Rot ein gestürztes goldenes Schwert, begleitet von zwei silbernen Muscheln.

Erklärung: Die Muscheln und das Schwert sind Symbole der Kirchenheiligen: für Jakobus die Muschel und für St. Pelagius das Schwert; die Farben entstammen den Wappen der ehemaligen Ortsherren Holzapfel/Biberach sowie der Herren von Ellmannsweiler; in seiner heutigen Form wurde das Wappen am 6. Juni 1957 vom baden-württembergischen Innenministerium verliehen. 

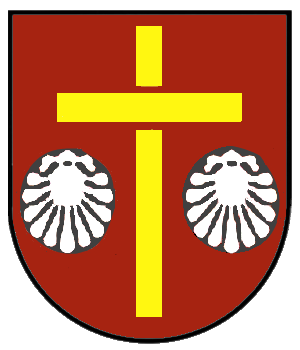
Denkingen

Pfullendorf-Denkingen, Landkreis Sigmaringen

In Rot ein goldenes Hochkreuz, beseitet von je einer silbernen Jakobsmuschel

Huttenheim

Philippsburg-Huttenheim (alt), Landkreis Karlsruhe

In Blau zwei pfahlweise abgewendete silberne Salme über einer silbernen Muschel

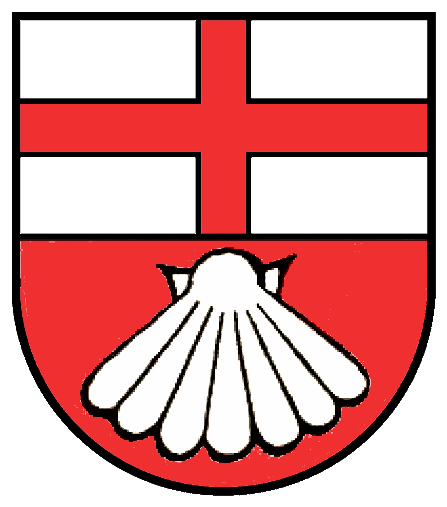
Frohnstetten

Stetten am kalten Markt-Frohnstetten, Landkreis Sigmaringen

Geteilt von Silber und Rot, oben ein durchgehendes rotes Balkenkreuz, unten eine silberne Muschel

Erklärung: Das Kreuz ist dem Wappen des gefürsteten adeligen Damenstifts Buchau entnommen. Die Muschel ist ein Attribut des Heiligen Silvesters, Kirchenpatron von Frohnstetten. 

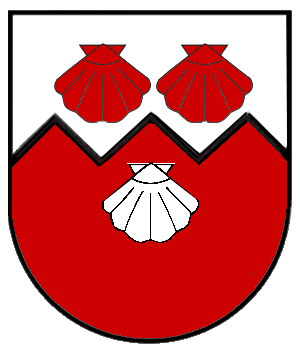
Sigmarswangen

Sulz am Neckar-Sigmarswangen, Landkreis Rottweil

In Silber drei aufsteigende rote Spitzen, oben zwei rote, unten eine silberne Muschel

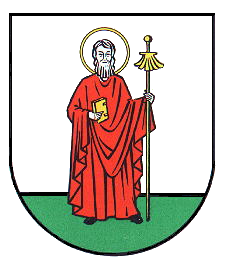
Dienstadt

Tauberbischofsheim-Dienstadt, Main-Tauber-Kreis

In Silber auf grünem Schildfuß ein mit einem Goldkreis nimbierter silberner bärtiger Mann in rotem togaartigem Gewand mit einem goldenen Buch in der angewinkelten Rechten und einem übermannshohen goldenen Pilgerstab, oben belegt mit einer ebensolchen Jakobsmuschel, in der abgewinkelten Linken

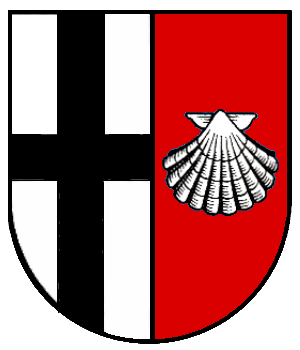
Nordhausen

Unterschneidheim-Nordhausen, Ostalbkreis

Gespalten von Silber und Rot, vorne ein durchgehendes schwarzes Balkenkreuz, hinten eine silberne Muschel.

Erklärung: Das Deutschordenskreuz weist auf die seit 1313 nachgewiesene Herrschaft des Deutschen Ordens in Nordhausen hin; die Muschel ist aus dem Wappen der Freiherren von Eyb entnommen, sie soll an den Dutschordenskomtur Friedrich Carl von Eyb erinnern; unter diesem ist die Kirche 1751 in Nordhausen erbaut worden. 

## Bayern
Achslach, Landkreis Regen

Achslach

In Blau ein silberner Wellenbalken, oben schräg gekreuzt zwei goldene Pilgerstäbe, belegt mit einer silbernen Pilgermuschel, unten ein golden bewehrter silberner Steinbockrumpf

Erklärung: Der silberne Wellenbalken, ein heraldisches Flusssymbol, verweist auf die Teisnach und die Lage der Gemeinde im Achslacher Tal. Muschel und Pilgerstäbe, Attribute des heiligen Jakob, repräsentieren die Pfarrkirche St. Jakob, die erst im 19. Jahrhundert nach der Erhebung Achslachs zur Pfarrei (1823) erbaut wurde. Der silberne Steinbockrumpf ist die geminderte Wiedergabe des Wappens der Ramsberger (von Altrandsberg), die als Ministerialen der Grafen von Bogen im Weiler Randsburg Höfe besaßen. Die Farben Silber und Blau erinnern an die Herrschaft der Grafen von Bogen bis 1242 und in ihrer Nachfolge der Wittelsbacher, die als Landesherren Landgericht, Pfleg- und Kastenamt Viechtach einrichteten, dem auch das Amt Achslach unterstand.

Das Wappen wird aufgrund eines Beschlusses des Achslacher Gemeinderats und einer Zustimmung der niederbayerischen Regierung seit 1985 geführt.

Anger

Anger, Landkreis Berchtesgadener Land

In Rot zwei gekreuzte silberne Schlüssel, oben begleitet mit einer silbernen Pilgermuschel, unten mit einem silbernen Raitelhaken

Erklärung: Das Wappen verweist durch die Zusammensetzung der Figuren auf die im Zuge der kommunalen Gebietsreform 1978 erfolgte Eingemeindung der früher selbstständigen Gemeinden Aufham und Högl in die Gemeinde Anger. Aus den drei bisher geführten Gemeindewappen wurden Elemente übernommen. Die Tingierung in Rot und Silber verweist auf die historische Zugehörigkeit des Gemeindegebiets zum Hochstift Salzburg bis 1817. Die gekreuzten Schlüssel, Attribute des heiligen Petrus, erinnern daran, dass Anger (bis 1937 Stoißberg) schon um 1000 als Schenkungsgut an das Kloster St. Peter in Salzburg und später als Stiftungsgut an das Augustinerkloster Höglwörth kam, das als Referenz an den Stiftspatron ebenfalls die gekreuzten Schlüssel im Wappen führte. Das Chorherrenstift Höglwörth war als bedeutende Grundherrschaft mit ausgedehntem Waldbesitz vom 12. bis zum Anfang des 19. Jahrhunderts der wirtschaftliche, kulturelle und religiöse Mittelpunkt der Gegend. Das schon im 15. Jahrhundert nachweisbare Klosterwappen von Höglwörth, in Rot zwei gekreuzte silberne Schlüssel, bildet damit die Grundlage des Gemeindewappens von Anger. Der Raitelhaken und die Pilgermuschel stellen als Beizeichen noch spezielle örtliche Bezüge her. Der Raitelhaken, ein Hebewerkzeug für den Transport von Steinen, stammt aus dem ehemaligen Gemeindewappen von Högl und verweist auf die besonders vom 16. Jahrhundert bis 1913 in Oberhögl betriebenen Sandsteinbrüche, die für die Herstellung von Fenster- und Türeinfassungen, von Schleif- und Wetzsteinen von überregionaler Bedeutung waren. Die Pilgermuschel wurde aus dem Wappen von Aufham übernommen und verweist als Attribut des heiligen Jakob auf das örtliche Kirchenpatrozinium.

Das Wappen wird seit 1980 geführt.

Anger-Aufham

Anger-Aufham, Landkreis Berchtesgadener Land

In Gold (Gelb) zwei gekreuzte rote Schlüssel, darüber ein rot gezungter schwarzer Löwenkopf, darunter eine rote Pilgermuschel

Erklärung: Das Wappen wurde 1967 vom bayerischen Innenministerium verliehen. Die Feldfarbe Gold und der schwarze Löwenkopf erinnern an die über tausendjährige Landesherrschaft des Erzstifts Salzburg. Die gekreuzten Schlüssel, Attribute des heiligen Petrus, erinnern daran, dass Aufham schon um 1000 als Schenkungsgut an das Kloster St. Peter in Salzburg und später als Stiftungsgut an das Augustinerkloster Höglwörth kam, das als Referenz an den Stiftspatron ebenfalls die gekreuzten Schlüssel im Wappen führte. Die Pilgermuschel verweist als Attribut des heiligen Jakob auf das örtliche Kirchenpatrozinium
Ansbach-Eyb

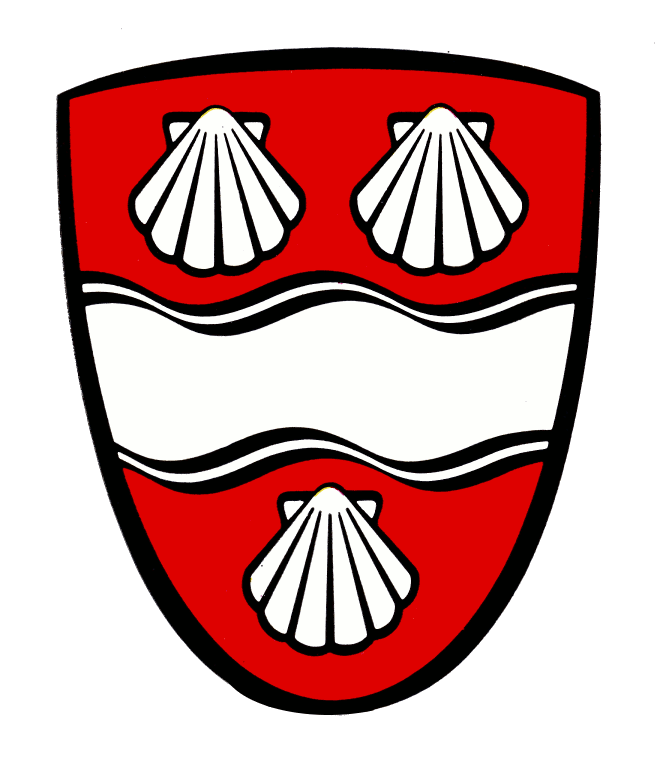
Eyb

In Rot ein silberner breiter Wellenbalken, oben begleitet von zwei, unten von einer silbernen Seemuschel

Erklärung: Das Eyber Wappen zeigt seit langer Zeit den Pfauenrumpf. Georg von Eyb wurde als Pfau tituliert; ab ca. 1400 zeigt das Wappen im Schild die Jakobsmuschel, während der Pfauenrumpf in das Oberwappen wanderte. Der Sage nach wurden Ludwig II. von Eyb nach einer Pilgerreise (1341) nach Palästina von Kaiser Ludwig dem Bayern 1352 drei rote Seemuschelschalen auf silbernem Schild verliehen.

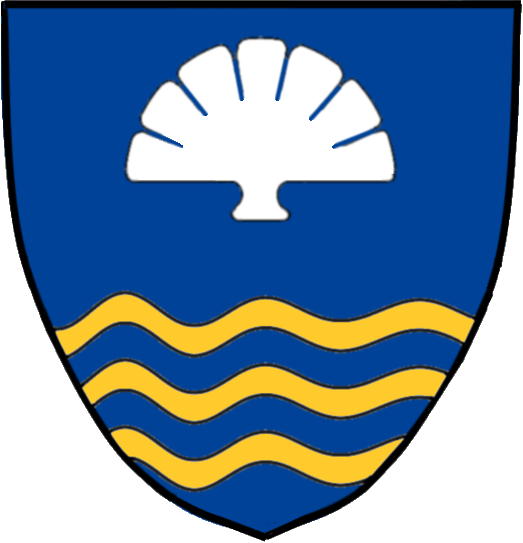
Willing

Bad Aibling-Willing, Landkreis Rosenheim

In Blau über drei erniedrigten goldenen Wellenbalken, eine stilisierte, gestürzte, silberne Pilgermuschel
Deisenhausen, Landkreis Günzburg

Deisenhausen

Gespalten, vorne im Zinnenschnitt geteilt von Schwarz und Silber, hinten in Rot zwei gekreuzte Pilgerstäbe, oben und unten beseitet von je einer silbernen Pilgermuschel

Erklärung: Die Gemeinde Deisenhausen besteht aus den ehemals selbstständigen Gemeinden Deisenhausen, Oberbleichen und Unterbleichen. Die Orte erlebten im Lauf ihrer Geschichte unterschiedliche Herrschaftsinhaber, meist Patriziergeschlechter aus Augsburg und Ulm sowie geistliche Institutionen. Drei von ihnen werden stellvertretend für die anderen im Gemeindewappen dargestellt. Der Zinnenschnitt stammt aus dem Wappen der Ulmer Familie Ungelter, die sich auch Ungelter von Deisenhausen nannte und von 1409 bis 1554 in Deisenhausen belegt ist. Die Farben Schwarz und Silber weisen auf die Familie Vöhlin von Frickenhausen hin, die seit 1524 in Oberbleichen und seit 1560 im Ort Nordhofen im heutigen Gemeindegebiet wichtige Herrschaftsrechte besaßen. Die zwei gekreuzten silbernen Pilgerstäbe mit den silbernen Pilgermuscheln sind dem Wappen des Jakobsspital in Augsburg entnommen, das seit 1679 die Ortsherrschaft in Deisenhausen innehatte. Das Stiftswappen führte den Pilgerstab und die Muschel, beides Attribute des Hl. Jakob im Stiftswappen. – Das Wappen wird seit 1980 geführt.

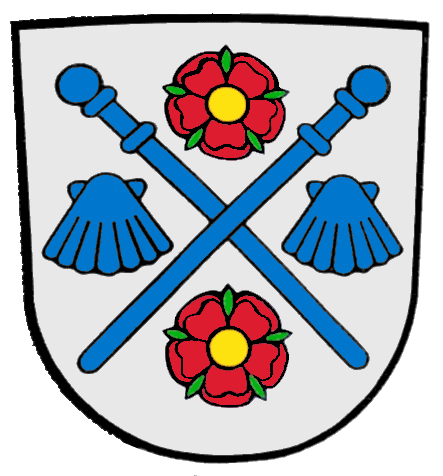
Effeldorf

Effeldorf, Ortsteil der Stadt Dettelbach im unterfränkischen Landkreis Kitzingen

In Silber zwei schräg gekreuzte blaue Pilgerstäbe, beseitet von je einer blauen Pilgermuschel; oben und unten je eine rote heraldische Rose mit goldenen Butzen und grünen Kelchblättern

Erklärung: Pilgerstäbe und -muscheln verweisen auf den heiligen Jakobus. Die Farben Silber und Rot im Wappen verweisen auf die Rechte der Castell, die diese im 13. Jahrhundert  im Ort hatten, Weiß und Blau aber auf die späteren Beziehungen Effeldorfs zur Universität Würzburg.
Feldkirchen, Landkreis München

Feldkirchen

Gespalten von Blau und Silber; links über gesenktem silbernen Schräglinksbalken eine goldene Muschel; rechts eine blaue Kugel, aus der ein blaues Kreuz entspringt

Erklärung: Die Muschel, Attribut des heiligen Jakob, verweist auf den Kirchenpatron der katholischen Pfarrkirche von Feldkirchen, der Kirche auf dem Feld, die dem Ort den Namen gab. Der silberne Schrägbalken symbolisiert die durch Feldkirchen führende Altstraße, die vor allem für den Salzhandel von Bedeutung war. Die Weltkugel mit dem Kreuz weist auf eine der ältesten evangelischen Gemeinden in Oberbayern und deren diakonische Einrichtungen hin. Der bayerische Kurfürst bzw. ab 1806 König Maximilian I. Joseph förderte seit Beginn des 19. Jahrhunderts den Zuzug protestantischer Kolonisten aus der linksrheinischen Pfalz. Diese so genannten Überrheiner erbauten 1837 die neuromanische Kirche. Die Feldfarben Silber und Blau unterstreichen die engen Verbindungen zum Haus Wittelsbach.

Das derzeitige Wappen der Gemeinde geht auf einen Gemeinderatsbeschluss und die Zustimmung des Staatsministeriums des Innern vom 4. Februar 1970 zurück.

Willmatshofen

Fischach-Willmatshofen, Landkreis Augsburg

In Silber ein mit drei silbernen Muscheln belegter roter Schrägbalken, der von je einem sechsstrahligen roten Stern begleitet ist.

Erklärung: Das Wappen versinnbildlicht den Werdegang der Grundherrschaft in Willmatshofen; so hatte die Familie Schmucker (2 Sterne) inne, der 1616 das Geschlecht des Augsburgers Konrad Peutinger (in Blau ein roter, mit drei silbernen Muscheln belegter Schrägbalken) folgte. 

Frauenneuharting

Frauenneuharting, Landkreis Ebersberg

In Silber ein mit drei goldenen Kugeln belegter schwarzer Schrägbalken, begleitet oben mit einem fünfstrahligen blauen Stern, unten mit einer roten Muschel

Erklärung: Der mit Kugeln belegte Schrägbalken ist vom Wappen der Herren von Pienzenau hergeleitet, die von 1381 bis 1800 als Hofmarksherren mit Jakobneuharting, dem früheren Neuharting, und umliegenden Ortschaften verbunden waren. Stern und Muschel verweisen auf die Kirchenpatrone Maria und Jakob und spielen auf die Ortsnamenbestimmungsworte "Frauen" und "Jakob" in Frauen- und Jakobneuharting an. Im Mariensymbol des blauen Sterns kommen das Marienpatrozinium der um 1000 geweihten Kirche und der Gemeindename Frauenneuharting bildlich zum Ausdruck. Die Muschel, Attribut des heiligen Jakob und Pilgerzeichen, spielt auf die seit dem 15. Jahrhundert belegte Jakobsverehrung in der Kirche von Jakobneuharting an. 

Ketterschwang

Germaringen-Ketterschwang, Landkreis Ostallgäu

Durch eine gesenkte eingeschweifte silberne Spitze, darin ein grüner Dreiberg, belegt mit einem linksgewendeten goldenen Sensenblatt, von Blau und Rot gespalten, vorne eine silberne Jakobsmuschel, hinten ein silberner römischer Legionärshelm 

Erklärung: Die Jakobsmuschel gilt als Attribut des Apostels Jakobus des Älteren, Schutzpatron der Ketterschwanger Pfarrkirche. Der römische Legionärshelm verkörpert ein bronzenes Fundstück aus der Römerzeit, das sogenannte „Ketterschwanger Tropaion“ aus der Zeit des 1. bis 2. Jh. nach Christus. Der grüne Dreiberg mit aufgelegtem Sensenblatt versucht den Ortsnamen redend ins Bild zu stellen. Die Farben Grün und Gold sind die traditionellen Farben der Landwirtschaft.
Großlangheim, Landkreis Kitzingen

Großlangheim

In Rot ein wachsender, goldnimbierter silberner Mann in langem Gewand mit einer goldenen Muschel in der schräg nach unten gehaltenen Rechten und einem goldenen Wanderstab in der vorgehaltenen Linken

Erklärung: Von 1547 ist der Abdruck eines Siegels  mit dem heiligen Jakobus bekannt, dem die Pfarrkirche geweiht ist. Die Darstellung des Heiligen geht auf ein Siegel von 1633 zurück, auf dem er eine Muschel und einen Pilgerstab trägt. Die Farben Silber und Rot stammen aus dem Wappen der Grafen von Castell, aber auch des Würzburger Staates.

Das Innenministerium bestätigte am 9. Mai 1961 das Wappen in der Darstellung von 1633.

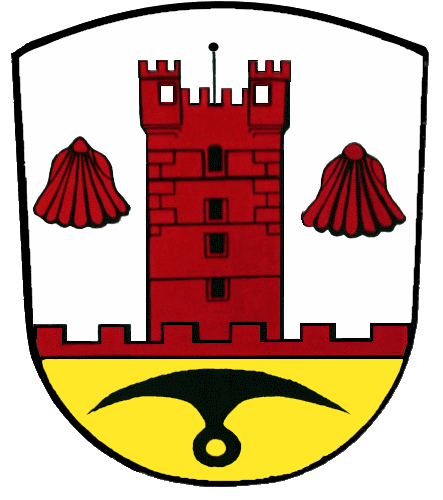
Reisenburg

Günzburg-Reisensburg, Landkreis Günzburg

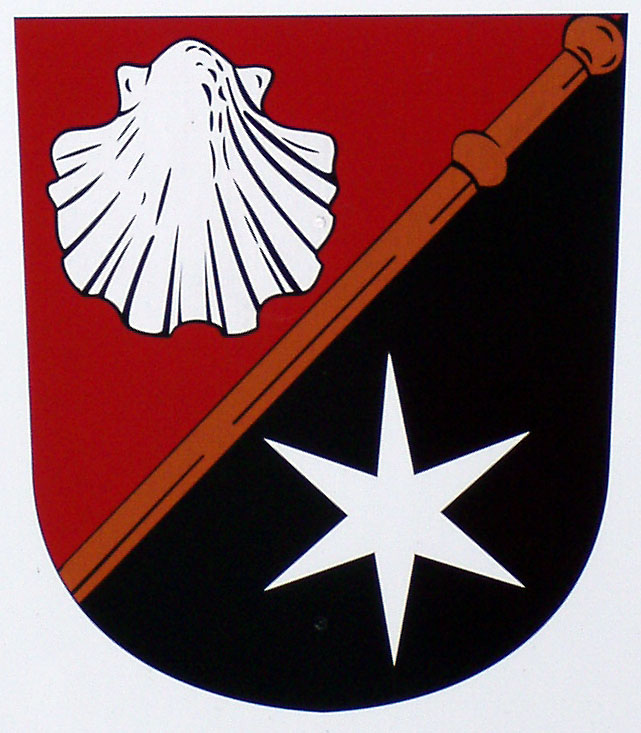
Sickershausen

Kitzingen-Sickershausen, Landkreis Kitzingen

Durch einen linksschrägen goldenen Pilgerstab geteilt von Rot und Schwarz, oben eine silberne Muschel, unten ein silberner sechsstrahliger Stern

Erklärung: Ein Gerichtssiegel aus dem 17. Jh. zeigt einen Wallfahrer mit Pilgerstab und Muschel. Diese Darstellung fußt auf eine seit dem 16. Jahrhundert  nachweisbare Marienwallfahrt. Die Pilgersymbole sowie das Marienattribut, der Stern, fanden im Wappen Eingang. Auf die Herrschaft der Markgrafen von Ansbach deutet die Farbgebung Weiß – Schwarz, auf das Hochstift Würzburg die Farben Weiß – Rot.
Königsfeld, Landkreis Bamberg

Königsfeld

In Rot zwei schräg gekreuzte silberne Streitflegel, oben begleitet mit einer goldenen Krone, unten mit einer goldenen Pilgermuschel

Erklärung: Die Königskrone steht für den Ortsnamen. Die beiden Streitflegel stammen aus dem Wappen der ehemaligen Herren von Königsfeld, Bamberger Ministerialen im Dienst der Grafen von Truhendingen. Die Pilgermuschel weist auf den Patron der katholischen Pfarrkirche Sankt Jakobus den Älteren hin.

Die Gemeinde Königsfeld führt das aktuelle Wappen seit der Gebietsreform im Jahr 1973.
Langquaid, Landkreis Kelheim

Langquaid

In Gold das wachsende Brustbild eines blau gekleideten, bärtigen Mannes mit schwarzem Faltenhut, auf der Krempe eine und auf den Schulterseiten des Mantels je eine schräg nach außen gewendete silberne Pilgermuschel

Erklärung: Bei dem Heiligen im Wappen handelt es sich nach neuerer Meinung wohl um den heiligen Jakobus, dem Patron der Pfarrkirche von Langquaid. Dafür sprechen auch die heraldischen Attribute, die Pilgermuscheln auf dem Mantel und der Hutkrempe. Noch bei Hupp (1912) ist in der Blasonierung vom „Brustbild des hl. Rochus“ die Rede, dem Schutzheiligen gegen die Pest. Von dieser Deutung ist man jedoch abgegangen, die amtliche Blasonierung legt sich nicht fest. Die Gestaltung des Heiligen änderte sich wiederholt, während die Tingierung seit der Bestätigung der verloren gegangenen Marktprivilegien durch Herzog Albrecht IV. im Jahr 1486 feststand. Darin wird das „bisherige Wappen“ erwähnt, das heißt, der Beginn der Wappenführung lag schon weiter zurück. Das Fragment eines Siegelabdrucks von 1494 lässt auf die Entstehung des ersten Typars mit dem Wappen im frühen 15. Jahrhundert schließen.
Marquartstein, Landkreis Traunstein

Marquartstein

Gespalten; vorne in Silber ein schwarzer Giebel mit vier Stufen, hinten in Blau zwei gekreuzte silberne Pilgerstäbe, auf der Kreuzung belegt mit einer silbernen Pilgermuschel

Erklärung: Der Stufengiebel ist das auf Siegeln aus dem 14. Jahrhundert überlieferte Wappenbild der um 1400 erloschenen Adelsfamilie von Hohenstein. Die Grafen von Hohenstein gelten als Gründer der Burg Marquartstein im späten 11. Jahrhundert. Das hintere Feld zeigt in Abwandlung das Wappen der Freiherren von Tautphoeus (zwei gekreuzte silberne Pilgerstäbe, begleitet von vier silbernen Muscheln). Cajetan von Tautphoeus erwarb das verfallene Pflegerschloss 1857 und ließ es restaurieren. – Das Gemeindewappen basiert auf einem Entwurf von Helmut von Tautphoeus.
Neuendettelsau, Landkreis Ansbach

Neuendettelsau

Über silbernem Schildfuß, darin eine rote Muschel, in Blau eine mit goldenem Ring umgebene silberne Lutherrose mit herzförmigem rotem Butzen, darin ein schwarzes Kreuz (Lutherrose)

Erklärung: Die Muschel im Schildfuß ist eine Pilgermuschel, dem Familienwappen der Freiherren von Eyb entnommen, die seit 1518 in Neuendettelsau ansässig ist. Die Lutherrose wurde gewählt, weil die Ortsgeschichte seit Wilhelm Löhe stark von dem kirchlichen Leben der evangelisch-lutherischen Kirche geprägt wird.
Obersinn, Landkreis Main-Spessart

Obersinn

Durch einen silbernen Wellenpfahl gespalten von Rot und Grün, vorne über drei silbernen Spitzen eine silberne Muschel, hinten über einem silbernen Buchenblatt ein silbernes Markungszeichen, das aus dem Großbuchstaben H und der Zahl 4 zusammengesetzt ist.

Erklärung: Der silberne Wellenpfahl symbolisiert das Sinntal und die Sinn, die die Grenze zwischen Rhön und Spessart bildet. Obersinn liegt auch an der Grenze zwischen Hessen und Bayern. Der Rechen steht für die historische Beziehung zum Hochstift Würzburg. Um 1400 wurde Obersinn vom Hochstift zur Pfarrei erhoben. Die Muschel steht für den Kirchenpatron St. Jakobus. Die grüne Tingierung sowie das Buchenblatt verweisen auf die landschaftlichen Gegebenheiten des Marktes, die durch die Landwirtschaft, Wiesen und Wälder geprägt sind. Die an den Grenzsteinen sichtbare Markungszeichnung stellt das Herrschaftszeichen des im Jahre 1447 entstandenen Kondominats dar, an dem vier Herren beteiligt waren (die Vierherrschaft) und das rund 350 Jahre lang die Geschichte des Marktgebietes bestimmte.

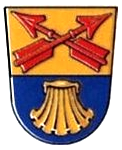
Nittingen

Oettingen-Nittingen, Landkreis Donau-Ries

Geteilt von Gold und Blau, oben zwei schräggekreuzte rote Pfeile, unten eine goldene Pilgermuschel

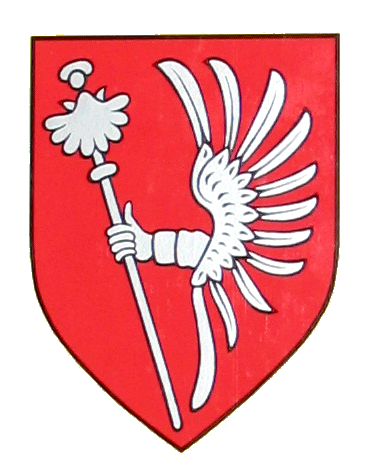
Ebing

Rattelsdorf-Ebing, Landkreis Bamberg

In Rot ein silberner Handflügel, einen schräggestellten, mit einer silbernen Muschel belegten, silbernen Pilgerstab haltend

Erklärung: Der Jakobusstab mit Muschel weist auf den Kirchenpatron Jakobus hin, der silberne Flug auf die Flügel des Erzengels Michael (seit 1007 gehörte Ebing zum Kloster Michelsberg in Bamberg).
Tschirn, Landkreis Kronach

Tschirn

Geteilt von Blau und Gold, oben ein aus der Teilungslinie wachsendes Brustbild eines golden nimbierten, silberhaarigen und -bärtigen Mannes in natürlichen Farben mit silberner Pluviale, auf deren linken Seite eine rote Pilgermuschel, und rotem Untergewand, in der Rechten ein goldener Pilgerstab mit Haken und in der Linken ein kleines goldenes Kreuz, unten zwei bewurzelte schwarze Nadelbäume

Erklärung: Der heilige Jakob ist seit 1276 als Patron der Pfarrkirche bekannt; der Pilgerstab, die Muschel und das Kreuz sind seine Attribute. Die schwarzen Bäume stehen redend für den Gemeindenamen, der sich vom slawischen „cerny“ ableitet und „schwarz“ bedeutet. Die Farben Schwarz und Gold sind die Farben des Bistums Bamberg und weisen darauf hin, dass Tschirn vor 1276 und wieder seit 1388 bis zur Säkularisation 1803 im Besitz des Bistums war. 

Wallgau

Wallgau, Landkreis Garmisch-Partenkirchen

In Rot über goldenem Dreiberg, darin ein blauer Wellenbalken, ein schräg gekreuzter goldener Abtstab und ein goldener Flößerhaken, belegt mit einer gestürzten silbernen Pilgermuschel

Erklärung: Der Dreiberg und der Wellenbalken im Schildfuß symbolisieren die Lage der Gemeinde im Gebirge und am Fluss. Die Pilgermuschel als Attribut des Heiligen Jakobus verweist auf das Patrozinium der Pfarrkirche Sankt Jakob. Der Abtstab stammt aus dem Wappen des Klosters Benediktbeuern und erinnert an die ehemaligen grundherrschaftlichen Rechte des Klosters im späten Mittelalter. Die Tingierung in Rot und Gold übernimmt die Farben des bis 1803 herrschenden Hochstifts Freising. Der Flößerhaken bezieht sich auf das früher betriebene gleichnamige Gewerbe.
Die Gemeinde Wallgau führt das Wappen seit 1963.
Wiesen, Landkreis Aschaffenburg

Wiesen

In Rot ein goldenes achtendiges Hirschgeweih, begleitet oben von einer silbernen Muschel, unten von einem untenhalben sechsspeichigem silbernen Rad

Erklärung: Das Hirschgeweih und das halbe Mainzer Rad erinnern an das Kurfürstentum Mainz, zu dem der Ort gehörte. Die Muschel ist das Symbol des heiligen Jakob. Sie weist auf die Pfarrkirche hin, die dem Heiligen geweiht ist. An die Grafen von Rieneck erinnern die Farben Rot und Gold im Wappen. Sie waren mit dem Ort eng verbunden.

Die Gemeinde führt das Wappen seit dem 22. Juli 1985.
Zenting, Landkreis Freyung-Grafenau

Zenting

Gespalten von Silber und Rot, vorne ein links gewendeter, widersehender, feuerspeiender, rot bewehrter, stachelschwänziger grüner Drache, hinten ein schräglinker goldener Pilgerstab, beseitet oben und unten von je einer zugewendeten goldenen Muschel

Erklärung: Der Drache als Attribut der heiligen Margarethe verweist auf die Patronin des Prämonstratenserstifts Osterhofen und die enge historische Verbindung Zentings dorthin. Zenting war bis zur Aufhebung des Stifts im Jahr 1784 Klosterhofmark und ging dann in den Besitz des Damenstifts St. Anna in München über. Pilgerstab und Pilgermuscheln sind Attribute des heiligen Jakob und beziehen sich auf das Patrozinium der schon im 12. Jahrhundert nachweisbaren Ortskirche von Zenting, die seit 1895 Pfarrkirche ist. In der Feldtingierung in Silber und Rot klingen die Farben des Bistums Passau an.

## Hessen
Bischoffen, Lahn-Dill-Kreis

Bischoffen

Durch einen silbernen Wellenbalken schräglinks geteilt von Blau und Grün, oben eine linksgewendete goldene Krümme eines Bischofsstabes, unten eine golden Jakobsmuschel.

Erklärung: Der schräglinke Wellenbalken versinnbildlicht die das Gemeindegebiet durchfließende Aar, während die Krümme des Bischofsstabes für den Namen der Gemeinde steht; die Jakobsmuschel ist das Symbol einer der Figuren, die im Altar der Evangelischen Marienkirche Niederweidbach steht, des Heiligen Jakobus; Niederweidbach lag seit 1357 an einem Jakobsweg.

Niederweidbach

Niederweidbach (Ortsteil von Bischoffen)

In Grün ein silberner, wellenförmiger Schräglinks-Balken unter einer goldenen Muschel.

Erklärung: Die goldene Muschel bezieht sich auf die in der Hutkrempe des Heiligen Jakobus zu findende Jakobsmuschel im Altarschrein der Niederweidbacher Marienkirche und stellt somit eine Verbindung zu der Bedeutung Niederweidbachs als Wallfahrtsort dar.
Hanau-Großauheim, Main-Kinzig-Kreis

Großauheim

In Rot über einem sechsspeichigen silbernen Rad drei (1:2) silberne Muscheln

Erklärung: Die Muscheln sind das Zeichen des Jakobus, dem Kirchenpatron Großauheims; das Rad darunter ist ein Mainzer Rad und zeigt die historische Zugehörigkeit des Ortes zum Kurfürstentum Mainz.

Am 19. Juni 1950 wurde der Gemeinde Großauheim durch das Hessische Innenministerium das Recht zur Führung eines Wappens verliehen; gestaltet wurde es durch den Heraldiker Otto Korn.

Rüdesheim am Rhein

Rüdesheim am Rhein, Rheingau-Taunus-Kreis

In Rot über grünem Schildfuß ein golden nimbierter und golden gerüsteter silberner Reiter auf einem auf der Schildfußlinie schreitendem goldgezäumtem silbernem Ross, seinen blauen Mantel mit der Linken hebend und mit silbernem Schwert in der Rechten teilend, rechts auf dem Schildgrund ein golden nimbierter silberner bärtiger Mann mit langem Gewand und Pilgerhut, in der Rechten ein schwarzes Buch mit rotem Schnitt, in der Linken einen goldenen Pilgerstab am Körper haltend, schräg links oberhalb begleitet von einer silbernen Muschel, in der Schildfußmitte ein linksgewendet sitzender goldhaariger silberner Mann, barfuß im Lendentuch, mit angewinkeltem linken und ausgestrecktem rechten Bein, erhoben Armen, in der linken Hand eine schwarze Krücke

Erklärung: Der Reiter ist der Hl. Martin von Tours, der seinen Mantel mit dem Armen vor ihm teilt und besonders während der Kurmainzer Zeit verehrt wurde, der stehende Pilger ist der Hl. Jakobus mit seinen Zeichen Pilgerstab und Jakobsmuschel. – Das Rüdesheimer Wappen hat viele Wandlungen erfahren und bestand im 19. Jahrhundert zeitweise nur aus der Jakobsmuschel. Ein ähnliches Signet gab es als Siegel bereits im 17. und 18. Jahrhundert.
Wiesbaden-Mainz-Kastel

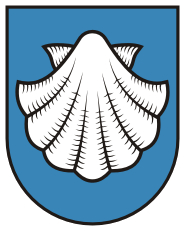
Mainz-Kastel

In Blau eine siebenrippige silberne Muschel.

Erklärung: Die Muschel im Kasteler Wappen ist auf eine Jakobsbruderschaft zurückzuführen; ein großer Jakobsweg aus dem Osten des Reiches traf in Kastel auf den Rhein, da hier durch die Brücke Gelegenheit zum Überqueren des Flusses war; im 17. Jahrhundert wurde diese Wappendarstellung erstmals, damals noch mit dem Mainzer Rad, verwendet.

## Mecklenburg-Vorpommern
Wittenbeck, Landkreis Rostock

Wittenbeck

Schräg geteilt durch einen silbernen Wellenbalken, oben in Blau drei silberne Muscheln (2:1) über Eck, unten in Grün ein schräggestellter schwarzer Sanddornzweig mit drei silbernen Blattpaaren und sechs goldenen Früchten

## Niedersachsen
Bramstedt, Landkreis Cuxhaven

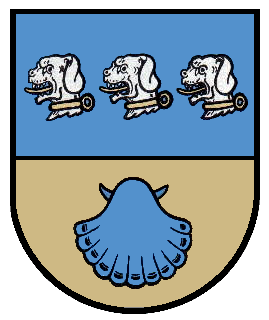
Bramstedt

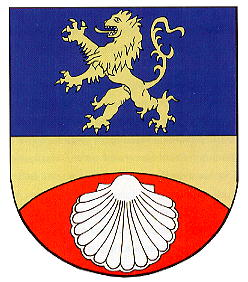
Wenzen

Geteilt von Blau und Gold, oben drei silberne Rüdenköpfe mit goldener Zunge und goldenem Halsring, unten eine blaue Jakobsmuschel.

Erklärung: Die silbernen Rottweilerköpfe entstammen dem Wappen des Adelsgeschlechts von Bramstedt, die Jakobsmuschel erinnert an den  Apostel Jakobus, den Namenspatron der Bramstedter Kirche.
Einbeck-Wenzen, Landkreis Northeim

Geteilt von Blau und Gold, oben ein goldener Löwe, unten ein roter Einberg, darin eine silberne Muschel

Erklärung: Die Farben Gold und Blau symbolisieren das Herzogtum Braunschweig, der Löwe das Geschlecht der Edelherren von Homburg, der rote Berg die Dörfer der früheren Samtgemeinde auf dem Berge und die Muschel den heiligen Jakobus.
Gardessen, Landkreis Wolfenbüttel

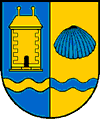
Gardessen

Gespaltenen von Blau und Gold, über einem erniedrigten Wellenbalken am Schildfußrand in verwechselten Farben vorne ein goldener Wehrturm mit Walmdach, zwei Turmkugeln und schwarzem Tor, hinten eine blaue Muschel.

Erklärung: Der Wehrturm im Wappen erinnert an die Kiekelborch, ein früherer Wachturm gegen die damals an den Ufern der Elbe siedelnden Slawen, der nach Überlieferungen östlich der heutigen Dorfkirche gestanden haben soll; die Muschel weist auf den Kalkstein in der Umgebung hin, in dem sich dieses Fossil häufig finden lässt; Gardessen wurde an den Ufern des Hühnerbeek, heute Sandbach genannt, gegründet, worauf das Wellenband im Schildfuß hindeutet.

Eboldshausen

Kalefeld-Eboldshausen, Landkreis Northeim

In Blau ein silberner Schräglinkswellenbalken, oben ein Erntestrauß aus drei goldenen Ähren, die äußeren nach außen geneigt, zwei roten Rosen mit goldenen Butzen und goldener Schleife, unten eine silberne Muschel

Erklärung: Die Jakobsmuschel weist auf die Jakobi-Kirche, der Wellenbalken auf die vielen Quellen des Ortes hin. Mit dem Erntestrauß wird eine etwa 100-jährige Tradition von Eboldshausen symbolisiert.

## Nordrhein-Westfalen
Geseke-Ehringhausen, Kreis Soest

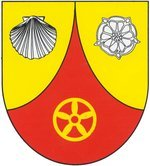
Ehringhausen

Das 1998 entworfene Wappen ist dreigeteilt und zeigt eine weiße Jakobusmuschel und eine fünfblättrige weiße Rose auf gelben Grund sowie ein gelbes fünfspeichiges Wagenrad auf roten Grund

Erklärung: Die Muschel symbolisiert den Schutzpatron Ehringhausens, den Heiligen Jakobus. Die Rose geht auf die Edelherren von Störmede zurück, die bis etwa 1233 in Störmede ihren Stammsitz hatten. Das Wagenrad wurde aus dem Familienwappen des Friedrich von Hörde, dem Lehnerbe Alberts von Störmede, entnommen.
Ennigerloh, Kreis Warendorf

Ennigerloh

In Grün drei, 2:1 gestellt, silberne Muscheln mit schwarzem Schloss

Erklärung: Die Muscheln weisen auf die Kalksteinvorkommen hin, zugleich sind sie Attribute des Kirchenpatrons St. Jakobus. Der grüne Schildergrund steht für die landwirtschaftliche Nutzung des Gemeindegebietes. Verliehen wurde das Wappen der damaligen Gemeinde am 2. Juni 1955.
Rees-Groin, Kreis Kleve

Groin

In Grün fünf silberne (weiße) Muscheln im Verhältnis 3:2

Erklärung: Das Wappen stammt von den Herren des Hauses Groin. Die fünf Muscheln stehen für die fünf Bauernhöfe der von Kurfürst Friedrich Wilhelm von Brandenburg 1652 ernannten Herrlichkeit Groin, einer der kleinsten im Herzogtum Kleve.

Metternich

Weilerswist-Metternich, Kreis Euskirchen

Erklärung: Das Kreuz deutet an, dass der Ort zum alten Kurfürstentum Köln gehörte. Der untere Teil erinnert an die beiden in Metternich ansässigen Adelsfamilien, die den Namen Metternich führten, aber nicht miteinander verwandt waren. Handelt es sich bei denen mit dem Löwenwappen um eine Nebenlinie der Herren von Alfter, so kamen die mit den drei Muscheln, deren bedeutendster Nachfahre der österreichische Staatskanzler Klemens von Metternich war, aus dem Hause derer von Hemberg-Hemmerich.

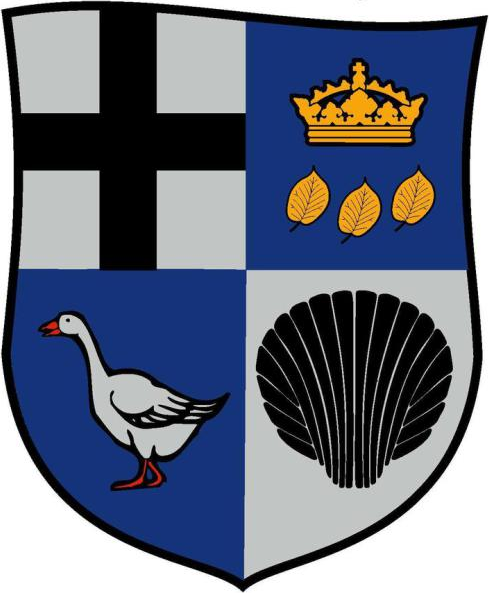
Neukirchen

Grevenbroich-Neukirchen, Rhein-Kreis Neuss

Geviert von Silber nach Blau, in Feld 1 ein durchgehendes schwarzes Balkenkreuz, in Feld 2 unter einer goldenen Krone drei goldene Lindenblätter, in Feld 3 eine rotbewehrte silberne Gans und in Feld 4 eine schwarze Jakobsmuschel.

Erklärung: Das Balkenkreuz steht für die ehemalige Zugehörigkeit zum  Erzstift und Kurfürstentum Köln, die Krone und Lindenblätter symbolisieren alte Haus-/Familiennamen, die Gans ist das Attribut des heiligen Liudgers  (~742–809) – er begründete zur Zeit Karls des Großen den „Wehlerhof“ im Ort, und die Jakobsmuschel steht für die St.-Jakobus-Kirche, die dem Ort den Namen gab.
Südlohn-Oeding, Kreis Borken

Oeding

Wappen der ehemaligen Gemeinde Oeding: In Rot ein silberner (weißer) Turm mit Kegeldach und über einem Zinnenfries ausladenden Obergeschoss. Von den acht schwarzen Fenstern sind vier paarweise über dem Fries, vier pfahlweise (heraldisch) rechts darunter angeordnet, beseitet von zwei silbernen (weißen) Muscheln.

Erklärung: Das Wappen erinnert an die frühere Burg Oeding und den Hl. Jakobus, den Patron der Oedinger Kirchengemeinde. Auch die Herren von Keppel, Burgherren von Oeding im 16. und 17. Jahrhundert, führten Muscheln im Wappen.

Amt Plettenberg

Amt Plettenberg (alt), heute Märkischer Kreis

Gespaltenen von Gold und Blau, belegt mit einem in drei Reihen von Rot und Silber geschachten Balken, vorn oben eine gestürzte rote Muschel

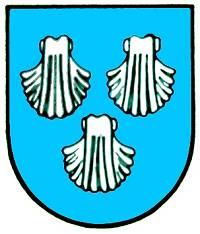
Jakobwüllesheim

Vettweiß-Jakobwüllesheim, Kreis Düren

In Blau drei silberne Pilgermuscheln, zwei zu eins gestellt
Wenden-Römershagen, Kreis Olpe

Römershagen

Geteilt von Rot und Silber, oben über einem mit der Spitze nach rechts gerichteten silbernen Schwert mit rundem Knauf eine silberne Muschel, unten ein durchgehendes schwarzes Balkenkreuz.

Erklärung: Das Wappen der ehemaligen Gemeinde Römershagen zeigt die Jakobsmuschel und weist damit den Ort mit seiner Kirche als Station des Jakobswegs aus, das Schwert ist ein Hinweis auf den hier früher vorhandenen Freistuhl, das schwarze Balkenkreuz erinnert an die frühere Zugehörigkeit zu Kurköln.

## Rheinland-Pfalz

Ahrbrück

Ahrbrück, Verbandsgemeinde Altenahr, Landkreis Ahrweiler

In Gold unter erhöhtem schwarzen Balken drei rote Muscheln (2:1)

Erklärung: Die drei Muscheln symbolisieren den Zusammenschluss der Gemeinden Ahrbrück, Brück und Pützfeld. Der Balken steht für die einheitliche Verwaltung, Schwarz, Rot, Gold für die Bundes- und Landesfarben Rheinland-Pfalz.

Das Wappen lehnt sich in der Gestaltung an das Wappen der Familie von Friemersdorf, ehemals Burg Pützfeld, an. In deren Wappen waren drei schwarze Muscheln auf Silber, zwei über, eine unter einem schwarzen Balken zu sehen. Es darf seit dem 13. August 1977 geführt werden.

Alfen

Alflen, Verbandsgemeinde Ulmen, Landkreis Cochem-Zell

Unter grünem Schildhaupt, darin eine silberne Urne, in Silber eine eingeschweifte rote Spitze, darin ein goldener Sparrenschrägbalken, vorne ein rotes Hifthorn, hinten eine schwarze Muschel.

Erklärung: Hifthorn, Muschel und Sparrenschrägbalken entstammen dem Wappen des Metternich-Winneburg-Beilsteinschen Geschlechtes, wie bereits im Gerichtssiegel von 1477 und 1761.

VG Alsenz-Obermoschel

Verbandsgemeinde Alsenz-Obermoschel, Donnersbergkreis

Innerhalb eines blauen Bordes geteilt von Silber und Gold durch einen blauen Wellenbalken, oben balkenweise eine blaue Muschel und ein rotbewehrter und -bezungter blauer Löwe, unten balkenweise ein linksgewendeter blaubewehrter und -bezungter roter Löwe und eine blaubedachte rote Kirche mit zwei Flankentürmen mit kreuzkugelbesteckten Zeltdächern

Baldringen

Baldringen, Verbandsgemeinde Saarburg-Kell, Landkreis Trier-Saarburg

In Gold ein mit fünf silbernen Muscheln (1:3:1) belegtes durchgehendes rotes Balkenkreuz

Erklärung: Das rote Kreuz erinnert an die frühere Landesherrschaft von Kurtrier, die Muscheln an das im 15. Jahrhundert ausgestorbene Rittergeschlecht von Baldringen. Das Gemeindewappen existiert seit 1951. 

Beilstein

Beilstein, Verbandsgemeinde Cochem, Landkreis Cochem-Zell

Geviert, in Feld 1 in Gold ein roter Stufenbalken (Sparrenschrägbalken), in Feld 2 in Schwarz eine silberne Pilgermuschel, in Feld 3 in Rot ein silbernes Hifthorn und in Feld 4 in Silber ein durchgehendes facettiertes rotes Balkenkreuz

Boos

Boos, Verbandsgemeinde Rüdesheim, Landkreis Bad Kreuznach

Dahlheim

Dahlheim, Verbandsgemeinde Loreley, Rhein-Lahn-Kreis

Schild gespalten, links geteilt; vorne mit Silber zwei schräggekreuzte Pilgerstäbe, belegt mit silberner Muschel; hinten oben in blauem, mit goldenen Schindeln bestreutem Feld ein rotbewehrter und – gezungter goldener Löwe; unten in Silber rotes Balkenkreuz.

Erklärung: Die rechte Hälfte des Wappens spiegelt die tiefe Verwurzelung der Gemeinde mit dem römisch-katholischen Glauben und dem Kirchenpatron St. Jakobus wider; links oben zeigt den Nassauer Löwen, da Dahlheim zwar eine kurze, aber doch prägende Zeit Teil des Herzogtums Nassau war (1803–1866); links unten zeigt das Kreuz des Kurfürstentums Trier, dem Dahlheim fast 450 Jahre angehörte (1354–1803).

Dasburg

Dasburg, Verbandsgemeinde Arzfeld, Eifelkreis Bitburg-Prüm

In Schwarz ein goldener Balken, belegt mit einer roten Muschel

Erklärung: Im Jahre 1774 bestand ein Siegel der Schöffen der Herrschaft Dasburg: „Die Meier, Schöffen und Gerichtsleute von Dasburg führten in Schwarz einen goldenen Balken“ so Carles-René de Hozier. Der goldene Balken wurde mit einer roten Pilgermuschel, dem Attribut des Orts- und Pfarrpatrons von Dasburg, St. Jakobus dem Älteren, belegt.

Das Wappen wurde durch Bürgermeister a. D. Decku aus St. Wendel entworfen. Der Ortsgemeinde Dasburg wurde am 14. September 1967 die Genehmigung zur Führung eines Gemeindewappens durch das Ministerium des Inneren von Rheinland-Pfalz erteilt.

Dommershausen

Dommershausen, Verbandsgemeinde Kastellaun, Rhein-Hunsrück-Kreis

Geviert, in 1 in Blau ein silbernes Ankerkreuz, in 2 rot-silbern geschacht (4 mal 4), in 3 in Silber drei schwarze Muscheln (2:1) und in 4 in Rot drei schräg sich überlappende dornlose silberne Schnallen (Rincke)

Erklärung: Das Ankerkreuz steht als Symbol für die Verbundenheit mit Geschichte und Heimat, die rot-silberne Schachtung weist auf die Grafschaft Sponheim, die Farben auf die Zugehörigkeit zur Kurtrier hin, die Muscheln entstammen dem Wappen von Metternich und die Schnallen dem von Boos von Waldeck.

Dörrmoschel

Dörrmoschel, Verbandsgemeinde Rockenhausen, Donnersbergkreis

Von Rot und Gold mit grünem Schildfuß geteilt, oben eine silberne Muschel, unten ein auf der Schildfußlinie schreitender schwarzer Eber

Fisch

Fisch, Verbandsgemeinde Saarburg, Landkreis Trier-Saarburg

In Blau eine halbierte silberne Wellenseitenspitze (gestürzter Brustlatz oder Kegel), belegt mit einer blauen Jakobsmuschel, begleitet oben mit einem silbernen Fisch, unten mit einem silbernen Pflug

Erklärung: Ortsgeschichtlich gehörte Fisch bis zur Französischen Revolution in der Herrschaft Wincheringen zum Herzogtum Luxemburg. Hierauf nehmen die Schildfarben Blau und Weiß als luxemburgische Farben Bezug; als redendes Wappenbild ist ein Fisch im oberen Drittel des Schildhauptes abgebildet. Fisch liegt unmittelbar an der ehemals wichtigen Römerstraße Trier-Metz, eine der späteren Routen des Jakobusweges nach Santiago de Compostela; Orts- und Kirchenpatron von Fisch ist seit Alters her der Apostel Jakobus der Ältere; er führt als Attribut die nach ihm benannte Jakobs-Muschel mit sich; diese ist als Hinweis auf den Ortspatron aufgenommen 

Girod

Girod, Verbandsgemeinde Montabaur, Westerwaldkreis

Gespalten von Rot und Gold und geteilt durch einen vorne silbernen und hinten blauen Wellenbalken, rechts oben ein schräggekreuzter gestürzter silberner Schlüssel mit Vierpassreite mit einem ebensolchen Schwert, belegt mit einer silbernen Jakobsmuschel, unten eine aus dem Schildrand wachsende dreistufige silberne Treppe, links oben ein fünfspeichiges blaues Mühlrad, unten ein blaues herzförmiges Rodehackenblatt

Erklärung: Die beiden Wappenfelder Rot und Gold stehen für die Ortsteile Girod und Kleinholbach. Die Wappenfarben Rot und Silber für Kurtrier rechts sowie Blau und Gold für das Herzogtum Nassau links symbolisieren die ehemaligen Landesherren. Die Attribute der Schutzheiligen der Kirchen von Girod (St. Jakobus) und Kleinholbach (St. Peter und Paul) sind als gekreuzte Schlüssel und Schwert für St. Peter und Paul und der Muschel für St. Jakobus dargestellt und stehen damit auch symbolisch für beide Ortsteile. Der Wellenbalken steht für den durch beide Ortsteile fließenden Eisenbach. Fünf noch bekannte Wassermühlen an dessen Ufern repräsentiert das fünfspeichige Mühlrad. Das herzförmige Blatt einer Rodehacke symbolisiert den auf eine Rodung hindeutenden Ortsnamen Girod. Die drei Stufen beschreiben redend den „stufenförmigen“ Tontagebau, des „weißen Westerwaldgoldes“, im Ort

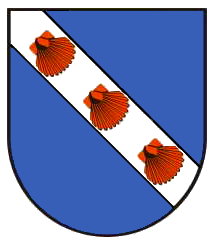
Heddesdorf

Heddesdorf (zu Neuwied, Landkreis Neuwied)

In Blau ein silberner Schrägbalken, pfahlweise belegt mit drei roten Jakobsmuscheln

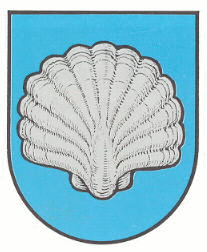
Heiligenmoschel

Heiligenmoschel, Verbandsgemeinde Otterberg, Landkreis Kaiserslautern

In Blau eine gestürzte silberne Pilgermuschel

Hoppstädten

Hoppstädten, Verbandsgemeinde Lauterecken-Wolfstein, Landkreis Kusel

Gespalten, vorne in Gold sechs rote Balken, hinten in Gold ein blaubewehrter und -bezungter roter Löwe über einer blauen Muschel

Lohnsfeld

Lohnsfeld, Verbandsgemeinde Winnweiler, Donnersbergkreis

Gespalten von Silber und Rot, vorn ein grüner Eichenast mit zwei grünen Blättern, mittigem grünem Fruchtbecher und goldener Eichel, hinten eine goldene Pilgermuschel

Erklärung: In seinen Motiven geht das Lohnsfelder Wappen auf das Gerichtssiegel des Gerichts Lohnsfeld und Potzbach, das aus dem 16. Jh. überliefert ist, zurück. Der Eichenzweig ist ein Gerichtssymbol der Grafschaft Falkenstein, wo er in einer größeren Anzahl von alten Gerichtssiegeln vorkommt, die Pilgermuschel steht für den Heiligen Jakobus, der in Lohnsfeld von jeher Kirchenpatron war. Erst im Mai 1983 wurde das vom Heraldiker Otto Hupp erstmals 1928 veröffentlichte Wappen angenommen bzw. von der Bezirksregierung genehmigt.

Naunheim

Naunheim, Verbandsgemeinde Maifeld, Landkreis Mayen-Koblenz

Unter silbernem Schildhaupt darin drei schwarze Muscheln, in Rot ein gekrönter goldener Adler

Erklärung: Der gekrönte goldene Adler vor dem roten Feld ist dem Wappen derer von Dadenberg entnommen. Die drei Muscheln sind die Wappensymbole des Grafen von Metternich, der Besitzer von Burg Naunheim war.

Niedermoschel

Niedermoschel, Verbandsgemeinde Alsenz-Obermoschel, Donnersbergkreis

Geteilt, oben gespalten, vorne ein rotbewehrter, -bekrönter und -bezungter goldener Löwe, hinten silber-blau schräg gerautet, unten in Blau eine silberne Muschel

Niederstedem

Niederstedem, Verbandsgemeinde Bitburg-Land, Eifelkreis Bitburg-Prüm

Geteilt von Gold und Blau, oben ein an der Teilungslinie wachsender rotbewehrter, schwarzer Doppeladler mit silbernen Deckfederrändern, unten eine silberne Pilgermuschel

Erklärung: Als Hinweis auf die frühere Zugehörigkeit zur Trierer Abtei St. Maximin steht im Schildhaupt der Doppeladler und im unteren Teil, als Hinweis auf den heiligen Jakobus den Älteren, die silberne Pilgermuschel.

Obermoschel

Obermoschel, Verbandsgemeinde Alsenz-Obermoschel, Donnersbergkreis

Geteilt von Silber und Blau, oben ein aus der Teilung wachsender rotbezungter, goldbewehrter und -bekrönter blauer Löwe, unten eine silberne Muschel

Plein

Plein, Verbandsgemeinde Wittlich-Land, Landkreis Bernkastel-Wittlich

Unter silbernem Schildhaupt mit drei schwarzen Muscheln (2:1) in Rot ein durchgehendes silbernes Viadukt mit vier Pfeilern über einer sich windenden goldenen Schlange

Erklärung: Die Muscheln sind sogenannte Jakobsmuscheln. Die Pilger, die den Jakobsweg gingen, trugen sie als Erkennungszeichen. An Plein führte einer der vielen Jakobswege vorbei.

Rheinbrohl

Rheinbrohl, Verbandsgemeinde Bad Hönningen, Landkreis Neuwied

Gespalten von Silber und Blau, vorn ein durchgehendes rotes Balkenkreuz, hinten drei, zwei zu eins gestellte silberne Pilgermuscheln

Erklärung: Das rote Kreuz weist auf die ehemalige Zugehörigkeit zu Kurtrier hin. Die Muscheln sind den Wappen der Trierer Erzbischöfe Jakob von Sierk (1439–1456) oder Lothar von Metternich (1599–1623) entnommen. Einer von beiden wird vermutlich das Gemeindesiegel, das schon den Schild mit Kreuz und Muscheln zeigt und in Abdrucken seit 1610 bekannt ist, verliehen haben.

Das Wappen ist seit 1949 rechtsgültig.

Sitters

Sitters, Verbandsgemeinde Alsenz-Obermoschel, Donnersbergkreis

Geteilt von Schwarz und Silber, oben ein aus der Teilung wachsender rotbewehrter und -bezungter goldener Löwe, eine silberne Muschel in den Vorderpranken, unten balkenweise ein schräggestellter blauer Krummstab mit kleeblättriger Krümme und eine blaue Lilie

Sulzheim

Sulzheim, Verbandsgemeinde Wörrstadt, Landkreis Alzey-Worms

In Blau ein wachsendes facettiertes goldenes Hochkreuz, bewinkelt von vier silbernen Jakobsmuscheln

Erklärung: Das Wappen zeigt in abstrahierter Form die Insignien Kreuz und Jakobsmuschel der Sulzheimer Kirchenpatrone.

Teschenmoschel

Teschenmoschel, Verbandsgemeinde Rockenhausen, Donnersbergkreis

Von Gold und Rot geteilt, oben ein springender schwarzer Eber, unten eine silberne Muschel, überhöht von drei silbernen Steinen

Erklärung: Das Wappen wurde 1983 von der Bezirksregierung Neustadt genehmigt und geht zurück auf ein Gerichtssiegel von 1755. Der Eber entstammt dem Wappen der Herren von Schorrenburg und die drei Steine in Rot dem Wappen der Herren von Hunolstein. Beide hatten Lehnsrechte in Teschenmoschel. Die Muschel verweist redend auf den Ortsnamen. 

Walhausen

Walhausen, Verbandsgemeinde Zell (Mosel), Landkreis Cochem-Zell

In Silber eine gestürzte eingeschweifte schwarze Spitze, darin ein goldener Sparrenschrägbalken (Stufenbalken), begleitet von goldenen griechischen Kreuzchen, vorne pfahlweise drei linksgewendete rote Hifthörner, hinten pfahlweise drei schwarze Muscheln

Erklärung: Walhausen gehörte zum Blankenrather Gericht. Sparrenbalken, Jagdhörner und Muscheln sind Symbole der Adligen aus dem Blankenrather Gerichtssiegel vom 15. März 1775.

## Saarland

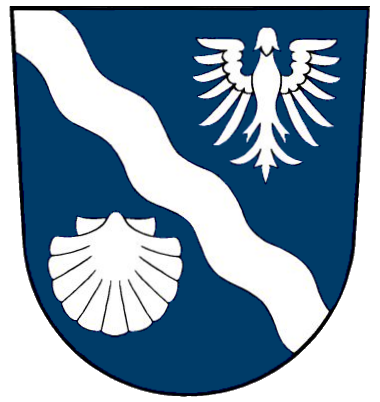
Kleinblittersdorf (alt)

Kleinblittersdorf, Regionalverband Saarbrücken

Wettlach

Mettlach (bis 1974), Landkreis Merzig-Wadern

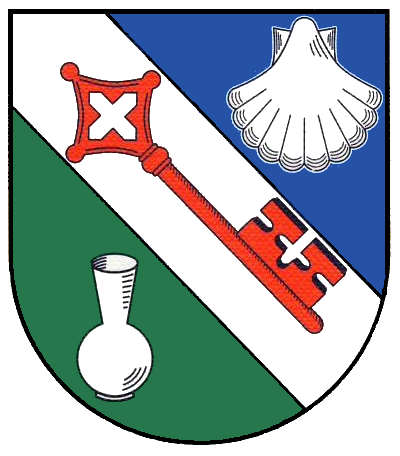
Orscholz

Mettlach-Orscholz, Landkreis Merzig-Wadern

Von einem silbernen Schrägbalken, darin ein gestürzter roter Schlüssel mit Vierpassreite und linksgewandtem Bart, von Blau und Grün geteilt, oben eine silberne Pilgermuschel, unten eine silberne Kugelvase

Erklärung: Orscholz gehörte bereits im Mittelalter zur Herrschaft Montclair. Die Herren von Montclair aus dem Hause Clermont haben als Wappen in Silber einen roten Schlüssel. Der Schlüssel mag gleichzeitig auf die volkstümliche Deutung des Namens Cloef (des bekanntesten Aussichtspunktes des Saarlandes) auf dem Banne von Orscholz hinweisen (nach franz.: la clef = der Schlüssel). Das Lehen von Montclair erhielten 1427 die Herren von Sierck, deren Wappen „In Gold ein roter Schrägbalken, belegt mit drei silbernen Pilgermuscheln“ beschrieben war. Im Besitz dieser Familie und ihrer Erbnachfolger blieb auch Orscholz durch Jahrhunderte, weshalb eine silberne Jakobsmuschel in das obere blaue Feld gesetzt wurde.

Im unteren grünen Feld (unten und grün soll auf das von Orscholz aus gesehen tief unten liegende Tal hindeuten) steht eine silberne Vase, weil die Gemeinde Orscholz in den letzten hundert Jahren durch die Beschäftigung vieler Bewohner in der keramischen Industrie in Mettlach einen starken wirtschaftlichen Aufschwung genommen hat.
Perl, Landkreis Merzig-Wadern

Perl

Amt Perl

Gespalten von Silber und Rot, vorne ein roter Schrägbalken, darin pfahlweise drei silberne Jakobsmuscheln, belegt mit einem fünflätzigen blauen Turnierkragen, hinten zwei schräggekreuzte silberne Schlüssel mit Vierkantreite, Bärte auswärts gewendet

Perl (bis 1974)

Perl (bis 1974), Landkreis Merzig-Wadern

In Silber ein roter Schrägbalken, darin pfahlweise drei silberne Jakobsmuscheln, belegt mit einem fünflätzigen blauen Turnierkragen
ehemaliges Amt Perl

Gespalten von Silber und Gold, vorne ein roter Schrägbalken, darin pfahlweise drei silberne Jakobsmuscheln, belegt mit einem fünflätzigen blauen Turnierkragen, hinten zwei schräggekreuzte rote Schlüssel mit Vierkantreite, Bärte auswärts gewendet

## Sachsen-Anhalt

Hettstedt

Hettstedt, Landkreis Mansfeld-Südharz

In Silber ein nimbierter schwarzbärtiger Mann in natürlichen Farben, bekleidet mit goldenem Gewande mit schwarzem Gürtel und rechtsseitiger Gürteltasche mit silberner Muschel, grünem Überwurfmantel und ebensolchem, mit einer silbernen Muschel verziertem Pilgerhut, schwarzen Sandalen und einem schwarzen Pilgerstab in der rechten Armbeuge, in den ausgestreckten Händen je einen Wappenschild haltend, rechts siebenmal von Silber und Rot geteilt, links Silber geviert, eins und vier sechsmal von Silber und Rot geteilt, in zwei und drei zwei sich berührende rote Rautenbalken aus je drei Rauten.

Erklärung: Der nimbierte Mann ist der Heilige Jakobus der Ältere, der Kirchenpatron, mit dem Querfurter Wappen in der rechten und dem Wappen (vor 1481) der Grafen von Mansfeld-Querfurt in der linken Hand.

Das Wappen wurde nach einer historischen Vorlage vom Kommunalheraldiker Jörg Mantzsch gestaltet.
Mücheln, Saalekreis

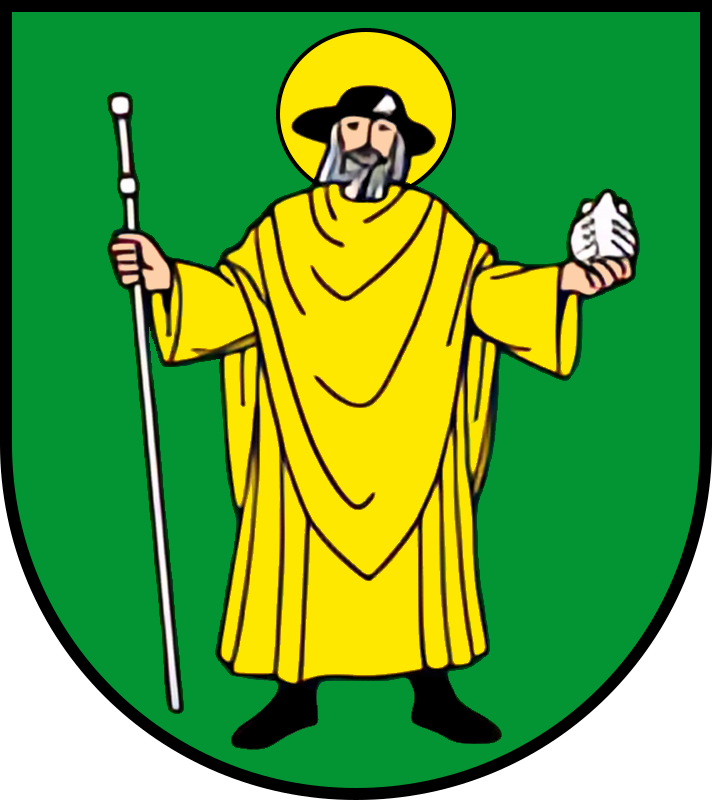
Mücheln

In Grün ein golden nimbierter, silberner, bärtiger Mann mit weitärmligem, goldenem Untergewand und ebensolchem ponchoartigem Umhang, schwarzem, mit silberner Pilgermuschel belegtem Pilgerhut und schwarzen Schuhen, in den ausgestreckten Händen rechts einen silbernen Pilgerstab, links eine gestürzte silberne Pilgermuschel

Erklärung: Der Mann im Wappen ist der heilige Jakobus, den die Stadt Mücheln erstmals im Jahre 1463 in einem Ratssiegel führt.

## Thüringen

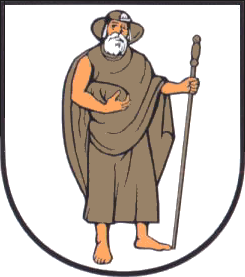
Dornburg

Dornburg (alt), Saale-Holzland-Kreis

In Silber ein silberbärtiger, barfüßiger Mann in natürlichen Farben in ärmellosem, braunem togaähnlichen Pilgergewand und ebensolchem breitrandigen Pilgerhut, darauf eine silberne Muschel, unter dem rechten Arm einen braunen Brotlaib, mit der leicht ausgestreckten Linken auf einen braunen Pilgerstab gestützt.
Geratal-Gossel, Ilm-Kreis

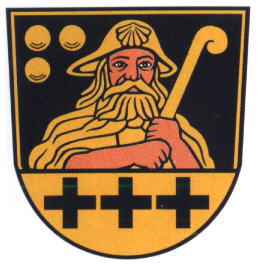
Gossel

In Schwarz aus dem goldenen Schildfuß mit drei balkenweise angeordnete schwarzen gemeinen Kreuzen wachsend das Brustbild eines Mannes in natürlichen Farben mit goldenem Bart und Haaren in goldenem Gewand und einem mit einer Muschel verzierten goldenen Hut, in beiden Händen einen goldenen gekrümmten Stab haltend, rechts oben begleitet von drei (2:1 über Eck) goldenen Kugeln

Erklärung: Das Hauptmotiv des Wappens geht auf ein seit dem 17. Jahrhundert verwendetes Siegelmotiv zurück; der heilige Jakobus könnte möglicherweise mit dem ehemals in der Nähe des Ortes vorhandenen Zisterzienser-Nonnenkloster in Verbindung gebracht werden, das als Wallfahrtsort diente. Eine 1909 geschaffene St.-Jakobs-Plastik ist im Ortsbild bis heute erhalten. Die dem Symbol beigegebenen drei Kugeln stehen als Attribute des heiligen Nikolaus für eine nicht mehr existierende Kirche in Gossel, die diesem Heiligen gewidmet war. Die drei Kreuze im Schildfuß symbolisieren drei in der Ortslage vorhandene Sühnekreuze. Das Wappen wurde vom Heraldiker Frank Diemar gestaltet und am 1. März 1995 durch das Thüringer Landesverwaltungsamt genehmigt.

Uder

Durch einen schräglinken silbernen Wellenbalken geteilt von Rot und Blau, oben ein silbernes sechsspeichiges Rad, unten eine silberne Jakobsmuschel

Erklärung: Der silberne Wellenbalken stellt die Lage von Uder an der Leine dar, das sechsspeichige silberne Rad ist das Mainzer Rad, das die Zugehörigkeit des Ortes über Jahrhunderte zum Kurfürstentum Mainz bekundet. Die silberne Pilger- oder Jakobsmuschel stellt das Patrozinium der Ortskirche zu Jakobus dem Älteren dar, der blaue Grund symbolisiert die Weihung von Uder und dem gesamten Eichsfeld der Gottesmutter Maria.